# Loi de conservation

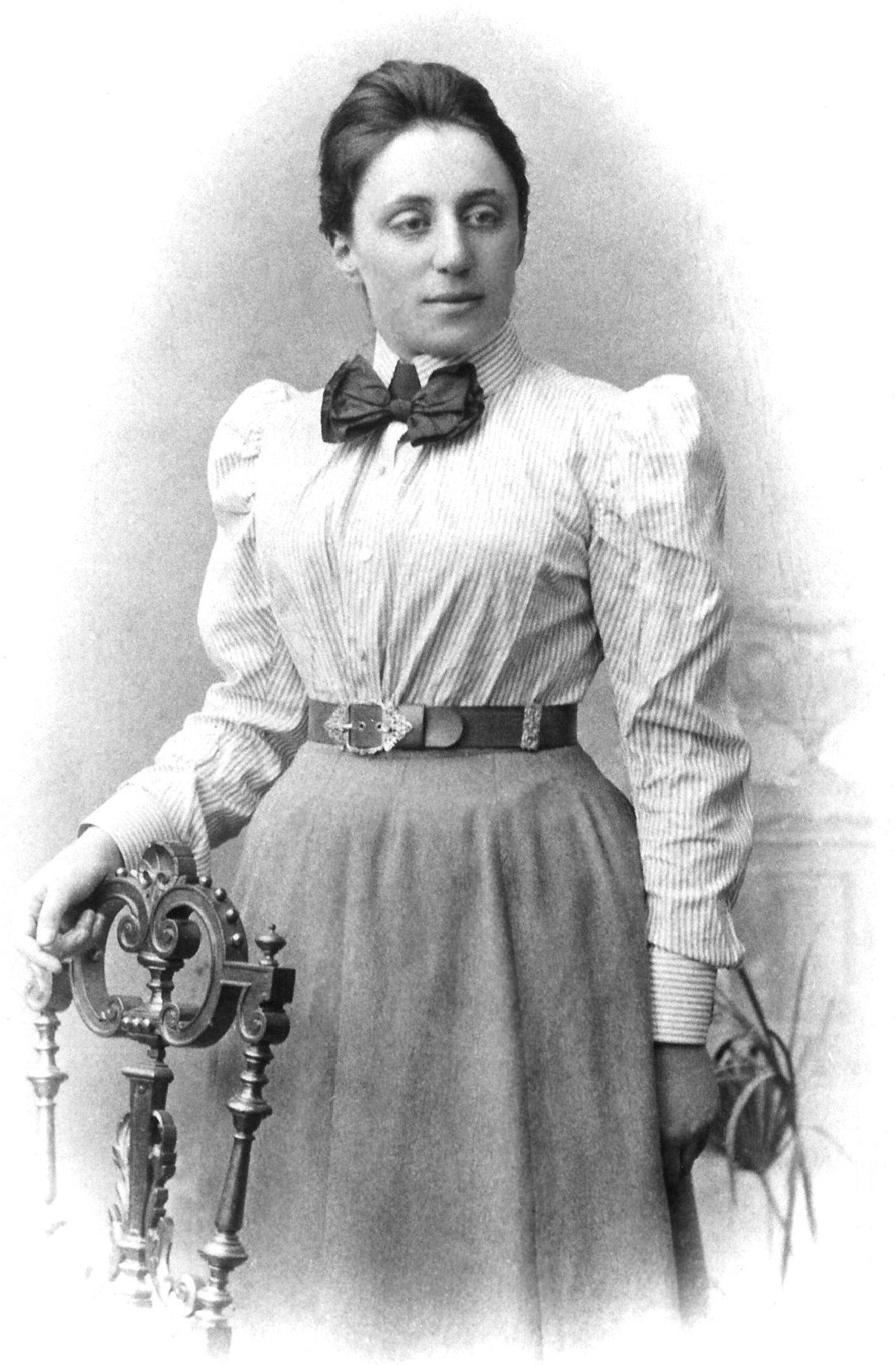
Emmy Noether est une mathématicienne allemande dont le théorème explique le lien fondamental entre la symétrie et les lois de conservation.

Une loi de conservation est une loi scientifique qui affirme la constance d'une propriété mesurable d'un système physique au cours de son évolution.
Les lois de conservation les plus fortes sont les suivantes  :
- conservation de l'énergie (y compris l'énergie de masse en relativité et la conservation de la masse) ;
- conservation de la quantité de mouvement ;
- conservation du moment cinétique ;
- conservation de la charge électrique ;
- conservation de la charge de couleur ;
- conservation du flux magnétique ;
- conservation du nombre baryonique ;
- conservation du nombre leptonique ;
- conservation du produit des symétries.

D'autres lois sont affaiblies dans le cas de certaines interactions :
- conservation du spin isotopique (violée par l'interaction électromagnétique et l'interaction faible) ;
- conservation de la parité d'espace {\displaystyle P} (violée par l'interaction faible) ;
- conservation de la conjugaison de charge {\displaystyle C} (violée par l'interaction faible) ;
- conservation de la saveur des leptons (violée par l'interaction faible) ;
- conservation de la saveur des quarks (violée par l'interaction faible) ;
- conservation du produit {\displaystyle CP} (violation par l'interaction faible, mise en évidence sur un seul phénomène).

## Théorème de Noether
Le théorème de Noether exprime l'équivalence entre les lois de conservation et l'invariance des lois physiques dans le cas de certaines transformations (typiquement appelées symétries). Ce théorème ne s'applique qu'aux systèmes descriptibles par un lagrangien ; un théorème analogue s'applique à la mécanique hamiltonienne.
Par exemple :
- l'invariance par translation dans le temps implique que l'énergie est conservée ;
- l'invariance par translation dans l'espace implique que la quantité de mouvement est conservée ;
- l'invariance par rotation dans l'espace implique que le moment angulaire est conservé.